# Карабау (Карабауський сільський округ)
Караба́у (каз. Қарабау) — село у складі Казигуртського району Туркестанської області Казахстану. Адміністративний центр Карабауського сільського округу.
Населення — 818 осіб (2021; 796 у 2009, 1056 у 1999, 681 у 1989).